# Bazeilles
Bazeilles község Franciaországban, Ardennes megyében. Lakosainak száma 2459 fő (2022. január 1.). Bazeilles Bouillon, Daigny, Francheval, Balan, Noyers-Pont-Maugis, Givonne, La Chapelle, Remilly-Aillicourt és Douzy községekkel határos.
2017. január 1-jén a korábbi Bazeilles egyesült Rubécourt-et-Lamécourt és Villers-Cernay korábbi községgel. Az így létrejött új község neve szintén Bazeilles lett. 2024. január 1-jén La Moncelle is egyesült az új községgel.

## Népesség
A település népességének változása:

| 2021 | 2 502 |
| 2022 | 2 459 |